# 劇団ピッカリ座
劇団ピッカリ座（げきだんピッカリざ、株式会社アルカ）は、放送作家であり劇作家だった足立昭（1936年~2012年）が1967年(昭和42年)9月に資本金1,000万円で「株式会社アルカ」(ALCA)を運営母体として設立した、幼児・子供向けのぬいぐるみ人形劇団。在籍劇団員数は約40名、年間約150ステージを公演し平成9年には年商約5億2,000万円を上げていた。しかし、同劇団の年商は8,000万円まで落ち込む中、2012年1月に主宰の足立昭が逝去したこともあり、長女の足立亜委子が社長を務めていたが2013年7月11日に東京地方裁判所から破産手続きを受け、破産した。

## 概要
初上演作品は「宇宙人の赤ちゃんこんにちは」(1967年)で、その演目の主人公"ピッカリくん"と劇団名「ピッカリ座」の由来は、英語の「Pick early」(早起き坊や)から取られている。かつての本社・スタジオ(稽古場)とぬいぐるみ倉庫の所在地は千葉県船橋市、東京営業所並びに登記上の本店は東京都中央区銀座の新聞会館ビル内に存在した。主な事業としては劇場、ホール、市民会館等で行うぬいぐるみ人形ミュージカル劇（着ぐるみ人形劇）の制作、実演、幼稚園や保育園への訪問公演、出張公演、ファミリーイベント、交通安全キャンペーン等での公演、ぬいぐるみ人形のレンタル、絵幕備品レンタル、ぬいぐるみ人形（着ぐるみ人形）の企画、製作、レンタル事業などだった。

## 主な演目
- 宇宙人の赤ちゃんこんにちは ※劇団初上演作品。

※初上演当時の演目名は「宇宙人の赤ちゃん今日は」の表記だった。
- 悪魔の子 赤眼のグー　※劇団初期作品。
- 星の王子さま
- にんぎょ姫　※1989年 世界デザイン博覧会（名古屋）上演作品。
- 白雪姫と七人の小人
- オズの魔法使い　※2013年5月「川口グリーンフェスタ」での公演が事実上劇団最後の公演だった。
- アラジンと魔法のランプ
- ピーターパンとフック船長
- 不思議の国のアリス
- シンデレラ姫
- ピノキオとサーカスの狐
- アリババと40人の盗賊
- ピーターパン
- ピーターパン2
- それゆけピーターパン
- 母をたずねて三千里
- ザ・モモタロー
- とんちんかんちん一休さん
- 三匹のこぶた
- 赤ずきんちゃん
- ジャックと豆の木
- ヘンゼルとグレーテル
- ハックルベリーの冒険
- マッチ売りの少女
- わんぱく孫悟空
- とんちんかんちん一休さん
- カチカチ山
- かぐや姫
- ゆき姫
- モモタロウ
- 犬のおまわりさんと横断歩道
- パンダちゃんのゴー・ストップ
- ロバのおまわりさんと横断歩道
- リカちゃんと学ぶ交通ルール
- トマレちゃんのストップ作戦
- 自転車くんこんにちは！
- ピチピチ・チャプチャプ赤青黄色
- バブバブ先生の交通安全教室
- ポッキーちゃんの交通安全教室

## ビデオソフト
「劇団ピッカリ座 ぬいぐるみ人形ファンタジー」※1991年発売、VHSのみ。
- Vol.1 白雪姫と七人の小人 YPV-1001（PPJ-01）
- Vol.2 ピノキオの冒険 YPV-1002（PPJ-02）
- Vol.3 不思議の国のアリス YPV-1003（PPJ-03）
- Vol.4 長靴をはいた猫 YPV-1004（PPJ-04）
- Vol.5 シンデレラ姫 YPV-1005（PPJ-05）
- Vol.6 オズの魔法使い YPV-1006（PPJ-06）
- Vol.7 オズの魔法使い～ドロシーの大冒険（全長版/97分）TAK-080 ※発売は(株)タカラ 映像事業部、廉価版の再発売は無し。
- Vol.8 オズの魔法使い～ドロシーの大冒険（短縮版/32分）TAK-081 ※発売は(株)タカラ 映像事業部、廉価版の再発売は無し。

※（2019年現在 全て廃盤）
※Vol.1～Vol.6の発売は初期版が(株)ジャパド、Vol.7とVol.8のみ(株)タカラ 映像事業部が発売。
※価格は各巻3,900円(税抜き)、Vol.7は9,800円(税抜き)、Vol.8は4,800円(税抜き)
※再発売廉価版は(株)ピーエスジー＆(株)タカラにて発売、（　 　）内の品番で、各1,800円(税抜き)

「劇団ピッカリ座 HOME VIDEO 世界名作シリーズ」※1992年発売、VHSのみ。
- ももたろうのドキドキおにたいじ PCVP-10748
- とんちんかんちん一休さん PCVP-10749
- かぐや姫とまんまるお月さま PCVP-10750
- カチカチ山のちえくらべ PCVP-10751
- こぶとりじいさんとこわい赤おに PCVP-10752
- とんとんとん わたしゆきひめ PCVP-10753
- それゆけピーターパン　PCVP-10754
- アルプスの少女ハイジ PCVP-10755
- ゆかいな三びきのこぶた　PCVP-10756
- 赤ずきんちゃんとずっこけオオカミ PCVP-10757
- それゆけ孫悟空 PCVP-10758
- ヘンゼルとグレーテル PCVP-10759

※発売は全て(株)ポニーキャニオン。
※（2019年現在 全て廃盤）価格は各巻2,800円(税抜き)
※ポニーキャニオンから発売された「劇団ピッカリ座 HOME VIDEO 世界名作シリーズ」のみ一部の演目が1997年1月から4月にCS放送キッズステーションで初放送された。

「民音ビデオ 劇団ピッカリ座 世界名作劇場」1993年5月26日発売、VHSのみ。
- ミシシッピーの冒険 MV-003

※社団法人 民主音楽協会（民音）発売・販売作品、市川市文化会館にて公演収録。

## 過去の主なスタッフ
- 作・演出：足立昭
- 演出助手：松枝真平
- 音楽監督：水野純交
- 音楽：大島佑一、田中正史、若松正司、幅しげみ
- 振付：若柳吉鼓寿、真田実、小林親一
- 人形デザイン：小華和ためお、あすかけん、白梅進
- 美術デザイン：杉浦守、田原英二
- 美術製作：株式会社村上舞台装飾
- 人形製作：数藤雅三、岸浪邦彦（岸浪人形工房）、山本直視（山本人形工房）
- 大道具：アルカ・ポネ、株式会社かにや
- 小道具：新井康雄
- 録音・編集・音響：若林克弘
- 音響演出：梅原英一
- 照明プラン：石井康雄、田内佐代
- 照明：季節射、大島孝夫、榎本久良三、株式会社綜合舞台
- 衣装：堀口可織、渡辺千佳、千代倉朋子
- 舞台監督：河野克暁、足立登
- 舞台進行助手：目黒いずみ
- プロデュース：八代正穂、小林俊三、佐藤虎夫
- 制作：佐藤虎夫
- 制作著作：株式会社アルカ(ALCA)、劇団ピッカリ座

## 過去の主な公演作品
※カギカッコ「　　」付きのタイトルは、ぬいぐるみミュージカル形式の演目。
- 1967年 劇団第一作目の演目「宇宙人の赤ちゃん今日は！」を企画制作、公演（120分）→後に「ピッカリボン」と改題・再構成し再上演。

※この演目に登場する主人公で、おねむの星の坊や「ピッカリくん」の名前が劇団ピッカリ座の名前の由来である。
- 1968年 竜の森（100分）、ニャンニャンホワイトクリスマス（90分）、とんまな魔法つかい（90分）
- 1969年 ぬいぐるみミュージカル「ぶっくら大砲 ドドドン・ピ」（90分）、ピッカリボン（90分）
- 1970年 ぬいぐるみミュージカル 「青い青いシャボン玉」（30分）、ワニがもらった白いコート（90分）
- 1971年 ぬいぐるみミュージカル「悪魔の子 赤眼のグー」(後に「赤眼のグーちゃん」と改題)（120分）、裏町交響曲（90分）、三匹のひよこ物語（90分）
- 1972年 赤ずきんちゃん（初作/90分）、かぐや姫（120分）
- 1973年 ぬいぐるみミュージカル「ネバーランドは大さわぎ」（100分）、「オズの魔法使い」（初作/120分）
- 1974年 フランダースの犬（120分）

※この演目には、ぬいぐるみ人形劇団として初の本物のセントバーナード犬が登場しぬいぐるみ(着ぐるみ)と共演した。
- 1975年 母をたずねて三千里（120分）
- 1976年 一休さん（初作/120分）、ピッカリ座名作シリーズ ぬいぐるみ人形劇「ムーミン谷の飛行鬼」（90分）
- 1977年 少年と竜（120分）、ぬいぐるみミュージカル「キャンディ・キャンディ」（120分）
- 1978年 ぬいぐるみミュージカル「宇宙人の赤ちゃんこんにちは！」（改訂版/120分）、「星の王子さま」（120分）※「星の王子さま」は日本で初めての舞台化だった。
- 1979年 ぬいぐるみミュージカル「わんぱく孫悟空」（115分）、「白雪姫と七人の小人」（初作/120分）
- 1980年 猿飛佐助（90分）、「ピノキオとサーカスの狐」（初作/105分）
- 1981年 ぬいぐるみミュージカル「ピーターパン」（初作/100分）
- 1982年 ぬいぐるみミュージカル「新兵ちゃんのゆかいなカウボーイ」（90分）
- 1983年 ぬいぐるみミュージカル「シンデレラ姫」（初作/105分）
- 1984年 にんじん（30分）
- 1985年 ぬいぐるみミュージカル「長靴をはいた猫」（100分）、「ゆかいなミュージカル のっぽさんSHOW」（125分）
- 1986年 ぬいぐるみシュージカル「不思議の国のアリス」（初作/95分）
- 1987年 とんちんかんちん一休さん（100分）
- 1988年 ザ・モモタロー（100分）
- 1989年 ぬいぐるみミュージカル「のっぽさんのキラキラサーカス物語」（100分）、「にんぎょ姫」（100分）
- 1990年 ぬいぐるみミュージカル「オズの魔法使い」（100分）
- 1991年 ぬいぐるみミュージカル「オズの魔法使い ドロシーの大冒険」（105分）
- 1992年 ぬいぐるみミュージカル「アラジンと魔法のランプ」（95分）、「ピーターパンとフック船長」（105分）
- 1993年 ぬいぐるみミュージカル「ミシシッピーの冒険」（100分）
- 1994年 ぬいぐるみミュージカル「アリババと四十人の盗賊」（105分）
- 1995年 ぬいぐるみミュージカル「白雪姫と七人の小人」（改訂版/105分）
- 1996年 ぬいぐるみミュージカル「ヘンゼルとグレーテル」（105分）
- 2005年 森の戦士ボノロンショー（27分）
- 2006年 マシュマロほっぺのまあたんショー（25分）

## 付随情報
- 劇団ピッカリ座（株式会社アルカ）の破産後、劇団の所有物や資産などは債権者の手に渡り、一部のぬいぐるみ人形(着ぐるみ)やドロップ(背景幕)などは日本国内のぬいぐるみ人形劇団の幾つかの団体に債権の代わりとして譲渡された。なお、ピッカリ座が所有をしていたリカちゃんのぬいぐるみ人形(着ぐるみ)は著作権の関係上から株式会社タカラトミーに返却された。